# Le Sequestre
 Le Sequestre  es una población y comuna francesa, ubicada en la región de Mediodía-Pirineos, departamento de Tarn, en el distrito de Albi y cantón de Albi-Sud.

## Demografía
| 565 | 612 | 697 | 622 | 925 | 1336 |
| Para los censos de 1962 a 1999 la población legal corresponde a la población sin duplicidades (Fuente: INSEE [Consultar]) |     |     |     |     |      |